# Illya Kuryaki and the Valderramas

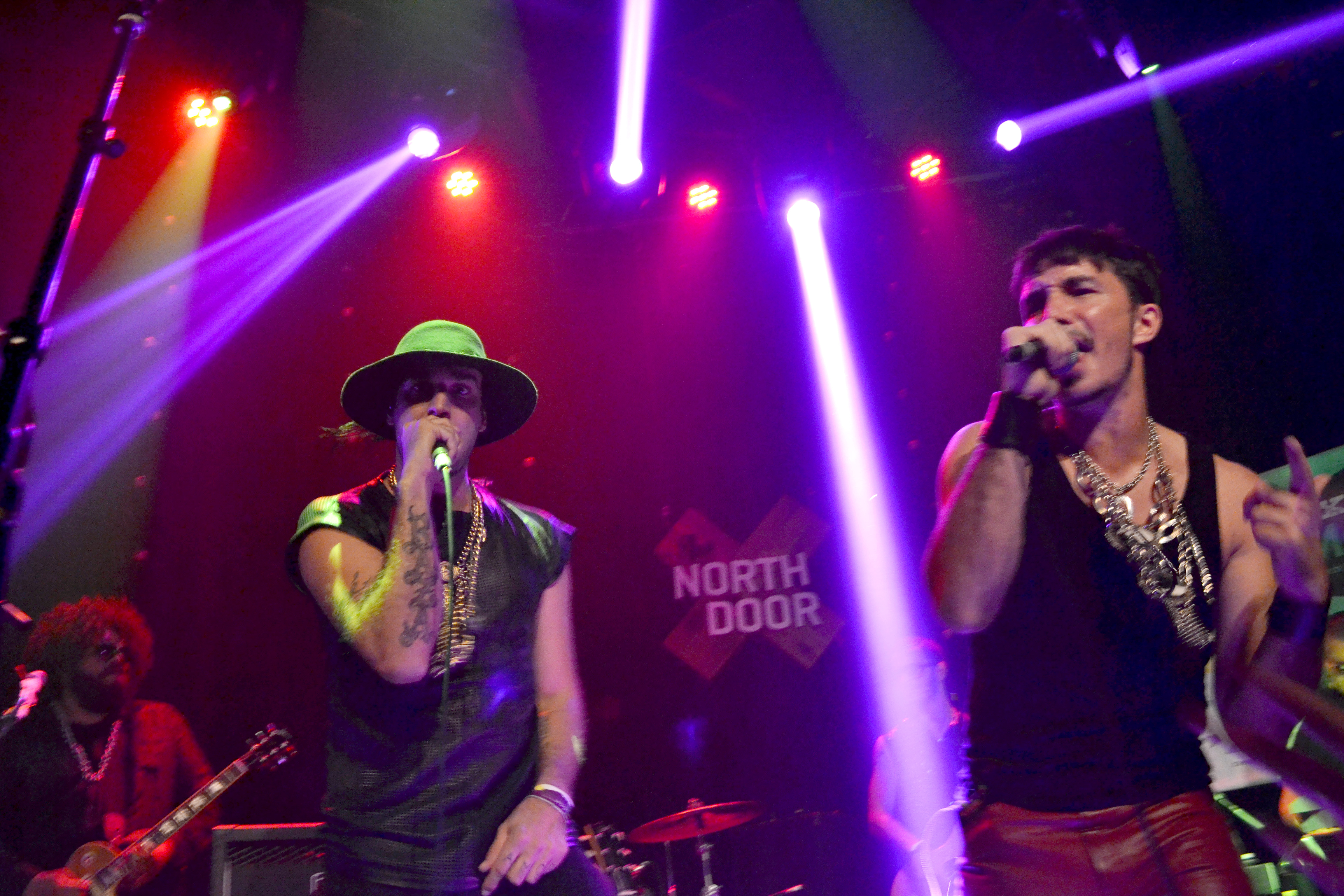
Illya Kuryaki and the Valderramas

Illya Kuryaki and The Valderramas war eine argentinische Band, die in den 1990er Jahren sehr populär war. Sie gelten als bekannteste Vertreter des Funk in Argentinien.

## Geschichte
Die Band wurde im Jahr 1990 von Dante Spinetta, dem Sohn des bekannten Rockmusikers Luis Alberto Spinetta, und Emanuel Horvilleur gegründet. Sie machte zunächst Crossover mit Rap-Einflüssen, was auf ihren beiden ersten Alben Fabrico Cuero und Horno para calentar los mares zu hören ist. Auf ihrem 1995 erschienenen Album Chaco wandelten sie ihren Sound um, neben Funk findet man auch geradezu folkloristische Balladen. Ihr größter Hit, Abarajáme, war auf diesem Album zu finden. 1997 erschien der glatter produzierte Nachfolger Versus mit Ambient- und Hip-Hop-Einflüssen, das sich allerdings nicht so gut verkaufte.
Einen Charterfolg landete die Band dagegen 1999 mit dem Album Leche. Dessen Cover zeigt eine weibliche Brust mit aufgespritzter Milch, weswegen es von vielen CD-Handelsketten zensiert wurde. 2001 folgte das Remix-Album Kuryakistan, das auch einige neue Lieder beinhaltete.
Im selben Jahr löste sich die Band auf. Dante Spinetta und Emanuel Horvilleur starteten Solokarrieren, ebenfalls im Bereich der Funk-Musik. Der erfolgreichere scheint Dante Spinetta zu sein.
Seit 2011 gibt es die Band offiziell wieder. Am 29. Oktober 2012 erschien dann auch ein neues Album namens Chances. Seitdem ist die Band auf Tour in Südamerika.

## Diskografie
- 1991: Fabrico Cuero
- 1993: Horno para calentar los mares
- 1995: Chaco
- 1997: Versus
- 1999: Leche
- 2001: Kuryakistan
- 2012: Chances